# Callinectes similis
Callinectes similis, às vezes chamado siri-azul pequeno  ou siri-anão,  é uma espécie de siri descrita por  Austin B. Williamsem em1966.

## Descrição
Callinectes similis é um bom nadador, e seu último par de patas funciona como remos, com os quais ele nada.
Os machos adultos podem crescer até uma largura de 122 milímetros, enquanto as fêmeas podem atingir 95 mm. 
C. similis é mais estreitamente relacionado com Callinectes danae, uma espécie também encontrada no Golfo do México, mas cujo alcance se estende ao sul até o Rio Grande do Sul, e Callinectes ornatus, uma espécie encontrada da Carolina do Norte até o Rio Grande do Sul. C. similis é mais facilmente separado do C. danae e C. ornatus pela forma dos primeiro e segundo pleópodos no macho.

## Distribuição
Callinectes sismilis é encontrado no Oceano Atlântico, Mar do Caribe e Golfo do México, dos Estados Unidos à Colômbia. Atinge seu limite norte, perto da baía de Delaware. Tem havido uma grande confusão entre as várias espécies de Callinectes, e agora parece que todos os indivíduos relatados como Callinectes danae e Callinectes ornatus do Golfo do México (com exceção dos partes da Flórida) são realmente C. similis.

## Ecologia
C. similis vive em pântanos e estuários, sendo o siri dominante nas baías abertas. A espécie é limitada pela salinidade, de pelo menos 15 ‰, e a temperatura também pode afetar a reprodução.
A dieta de C. similis consiste em uma variedade de produtos alimentares, incluindo plantas, peixes, poliquetas, crustáceos, moluscos e detritos.
A desova ocorre na primavera e no outono, com as fêmeas retornando aos estuários para liberar seus ovos.

## Pesca
Embora não seja geralmente procurado por causa de seu tamanho relativamente pequeno, C. similis é por vezes capturado juntamente com C. sapidus.